# Últimos días (canción de Zoé)
«Últimos días» es una canción de la banda de Rock alternativo Zoé de su cuarto álbum de estudio Reptilectric.

## Otras versiones
Crearon una versión para su álbum en vivo MTV Unplugged/Música de fondo del 2011 donde contaron con la compañía de músicos como Chetes en el Banjo, Andrés Sánchez en el Teclado y Yamil Rezc en las Percusiónes.
Se grabó una versión en vivo en el Foro Sol en concierto del 8.11.14.
Y tiene una versión en el álbum tributo Reversiones hecho por la banda venezolana Rawayana lanzado el 26 de marzo del 2020 en plataforma YouTube.

## Lista de canciones
| Lista de canciones |                                                               |          |  |
| N.º                | Título                                                        | Duración |  |
| 1.                 | «Últimos Días» (Versión del álbum)                            | 3:52     |  |
| 2.                 | «Últimos Días(con Lo Blondo)» (MTV Unplugged/Música de Fondo) | 3:58     |  |

## Personal
En la versión de Estudio participaron
- León Larregui - voz líder, guitarra rítmica.
- Ángel Mosqueda - Bajo.
- Sergio Acosta - guitarra eléctrica.
- Jesús Báez - Teclados.
- Rodrigo Guardiola - Batería.[3]

En la versión del Unplugged participaron
- León Larregui - voz líder, Monotron Korg.
- Andrés Sánchez - Teclado.
- Ángel Mosqueda - Charango.
- Sergio Acosta - Ukelele.
- Jesús Báez - Teclados, Clavicordio.
- Rodrigo Guardiola - Batería, Percusión.
- Chetes - Banjo, coros.
- Denise Gutiérrez - coros.
- Yamil Rezc - Percusiones, Vibráfono.
- Salomón Guerrero Alarcón - Violonchelo.[4]